# هيرموغينيس فونسيكا
هيرموغينيس فونسيكا (بالبرتغالية: Hermógenes Fonseca) الشهير باسم هيرموغينيس (4 نوفمبر 1908 في ريو دي جانيرو ، البرازيل) لاعب كرة قدم برازيلي راحل كان يجيد اللعب في خط الوسط . شارك مع منتخب البرازيل في بطولة كأس العالم لكرة القدم 1930 التي أقيمت في الأوروغواي وخرج من الدور الأول .

## روابط خارجية
- هيرموغينيس فونسيكا على موقع الاتحاد الدولي (مؤرشف)  (الإنجليزية)
- هيرموغينيس فونسيكا على موقع قاعدة بيانات كرة القدم.إي يو (الإنجليزية)
- هيرموغينيس فونسيكا على موقع ناشيونال فوتبول تيمز (الإنجليزية)
- هيرموغينيس فونسيكا على موقع Soccerway.com (الإنجليزية)